# آرنه روي والثر
آرنه روي والثر هو دبلوماسي نرويجي، ولد في 21 يونيو 1946.